# XX2 век
XX2 век — научно-популярный новостной и публицистический интернет-портал, публикующий материалы о научных открытиях, новых технологиях и социальных тенденциях, формирующих образ будущего. Основан в 2014 году специалистом по методам машинного обучения Сергеем Марковым. Бессменный главный редактор — Денис Яцутко.

## Деятельность
С сайтом сотрудничают многие популярные авторы, в том числе известные научные журналисты Алексей Водовозов, Ася Казанцева, Александр Панчин, Александр Соколов, Денис Тулинов. Также сайт публикует интервью (в том числе видеоинтервью) с учёными, популяризаторами науки, активистами трансгуманистического движения и т. п.
Сотрудники и авторы сайта участвуют в организации научно-популярных и образовательных мероприятий, читают познавательные лекции в разных городах и странах. С 2016 году сайт «XX2 век» совместно с порталом Антропогенез.ру, фондом «Эволюция» и др. выступает партнёром и соорганизатором научно-просветительского форума «Учёные против мифов». 
В 2015 году «XX2 век» обратил внимание широкой общественности на дело Виктора Краснова, попавшего в Ставрополе под суд за «оскорбление чувств верующих» после диалога в социальной сети «ВКонтакте». Изучив материалы дела, редактор «XX2 века» Денис Яцутко показал в своей статье полную несостоятельность проведённой по делу экспертизы. После публикации «XX2 века» на дело обратили внимание СМИ, общественность, Виктору Краснову, на тот момент безработному, предложил бесплатные услуги адвокат-правозащитник А. Сабинин. В результате в ходе процесса произошёл перелом и В. Краснов остаётся на свободе.

## Награды
В 2017 году «XX2 век» стал лауреатом «Беляевской премии» в номинации «Просветительский или научно-популярный сайт  — за наиболее интересную деятельность в предшествующий период».